# Nelly Wies-Weyrich
Nelly Wies-Weyrich, född 10 maj 1933, död 5 juli 2019, var en luxemburgsk bågskytt. Hon deltog vid olympiska sommarspelen 1972.